# Adie Mike
Adrian Roosevelt Mike, conosciuto più semplicemente come Adie Mike (Manchester, 16 novembre 1973) è un ex calciatore inglese, di ruolo attaccante.

## Biografia
Anche suo cugino Leon è stato un calciatore professionista.

## Carriera
Esordisce tra i professionisti nella stagione 1991-1992, in cui mette a segno una rete in 2 presenze nella prima divisione inglese con il Manchester City; l'anno seguente gioca altre 3 partite in prima divisione, per poi nella seconda parte della stagione essere ceduto in prestito al Bury, club di quarta divisione, con cui realizza una rete in 7 presenze. Fa quindi ritorno ai Citizens, con cui nella stagione 1993-1994 gioca 9 partite (con un gol segnato) in campionato ed una partita in Coppa di Lega, per poi nel 1994 passare in prestito agli svedesi del Linköping. Torna quindi in patria e, nella stagione 1994-1995, gioca altre 2 partite in prima divisione con il City, per poi trasferirsi nell'estate del 1995 allo Stockport County, club di terza divisione, con cui nella stagione 1995-1996 gioca 8 partite per poi essere ceduto in prestito all'Hartlepool Utd, con cui realizza una rete in 7 presenze in quarta divisione. L'anno seguente, dopo un'ulteriore presenza in terza divisione con lo Stockport County, passa in prestito al Doncaster, che in un secondo momento lo acquista a titolo definitivo: qui per una stagione e mezza gioca con buona continuità, totalizzando complessivamente 49 presenze e 5 reti in quarta divisione. Negli anni seguenti gioca in vari club semiprofessionistici fino al termine della stagione 2001-2002, quando viene ingaggiato dal Lincoln City, club con il quale nella stagione 2002-2003 mette a segno 2 reti in 17 presenze in quarta divisione. Prima della fine della stagione viene ceduto in prestito ai semiprofessionisti del Gainsborough Trinity, ed al termine della stagione 2003-2004, dopo aver per dei brevi periodi giocato anche con i nordirlandesi del Cliftonville (club della prima divisione locale) e con i semiprofessionisti inglesi di Droylsden, Mossley e Leek Town, si ritira.

### Nazionale
Ha partecipato ai Mondiali Under-20 del 1993, nei quali ha giocato una partita, ed in cui la nazionale inglese ha conquistato un terzo posto.